# Пьотър Черняев
Пьотър Аркадевич Черняев (на руски: Пётр Аркадьевич Черняев) е руски филмов критик, кинокритик, актьор, режисьор, сценарист, продуцент, телевизионен и радиопредавател, журналист.

## Биография
Роден е на 2 септември 1953 година в Москва, СССР. Завършва факултета по сценарий във филмовя научен факултет на ВГИК (1978), работи във филмовата редакция на издателство „Арт“, редакцията на списание „Съветски екран“. Той е главен редактор на младежката редакционна колегия на „Съветския екран“, вестниците СКИФ, Царицкински вести и списанието „Кино око“. Заместник главен редактор на вестник „Съюз на кинематографистите“ на Руската федерация „СК-Новости“.
Като писател работи за програмата „Да разбереш, да прощаваш“. Копродуцирани филми „Санджира“, „Гърдите на предците“, „Сезонът на мъглата“ и др.
Водещ на програмата неделно кино. Президент на компанията „Киноглас“, водещ на програмата „Кино Станция“ на РТВ „Подмосковие“. Заместник главен редактор на вестник „Union of Cinematographers of the Russian Federation“ „СК-Новости“, член на Борда на Централната камара на художниците и Гилдията на филмовите експерти и филмови критици.
Като актьор играе в театрите „В дланта на ръката“, „В югозапад“, „Традиция“, „Мел“ и др. Има 40 творби на сцената и над 80 на екрана.
Член на Съюза на кинематографистите на Русия от 1989 г. насам.